# 苏丹依布拉欣·依斯迈
苏丹依布拉欣·依斯迈（1958年11月22日—）是马来西亚柔佛州第二十五任（现任）苏丹，亦是柔佛州天猛公王朝的第五位苏丹。2010年1月23日，依布拉欣开始担任柔佛州苏丹。2024年1月31日，他成为第17任马来西亚最高元首。
依布拉欣以热爱大型摩托车及跑车著称，尤其早年依布拉欣在担任王储时更第一次以大型摩托车展开走进柔佛州内民间的“王室亲善之旅”（Kembara Mahkota Johor）。此活动在依布拉欣出任苏丹之后仍然以各种形式持续至今。

## 早年生活
依布拉欣是10名兄弟姐妹中的大王子，其名字取自曾祖父的名字，即时任柔佛州苏丹依布拉欣爵士（Sultan Sir Ibrahim ibni Sultan Abu Bakar）。母亲约瑟芬·特蕾沃柔（Josephine Trevorrow）是一名英国女子，在嫁给苏丹依斯干达后改信伊斯蘭教，并改名为卡宋·阿都拉（Kalsom Abdullah）。不过两人在不久后离婚。其父王在几年后和吉兰丹王族东姑查娜丽雅（Tengku Zanariah）成婚。
依布拉欣早年在柔州阿都拉曼天猛公一校接受教育，并于1968年至1970年期间到澳洲升学，随后才在苏丹阿布巴卡学院接受中学教育。依布拉欣也在新山的两所宗教学校接受宗教教育。
依布拉欣在完成中学教育后，就被父王送往哥打丁宜的陆军训练中心接受为期3个月的基本军训。而为了加强基本军事知识，依布拉欣再被送往美国接受步兵及航空官员的基本课程。
随后依布拉欣还在美国接受特别行动组官员课程。在回国后，依布拉欣即被委任柔州武装部队副首长。依布拉欣也曾参与居銮军事基地的直升机训练课程，及在大马皇家海军部队服务两个月。
依布拉欣在1981年7月3日被封赐为王储（Tunku Mahkota Johor），并成为柔州王位第一顺位继任者。依布拉欣在1984年至1989年期间因父王苏丹依斯干达出任第8任最高元首，而被推选为摄政王（Pemangku Raja）。
2010年1月22日，时任苏丹依斯干达在弥留期间，依布拉欣第二度出任摄政王。隔天苏丹驾崩时，柔佛州务大臣拿督阿都甘尼援引1895年柔佛州宪法，在新山大皇宫正式宣布依布拉欣依斯迈正式就任苏丹。

## 蘇丹生涯

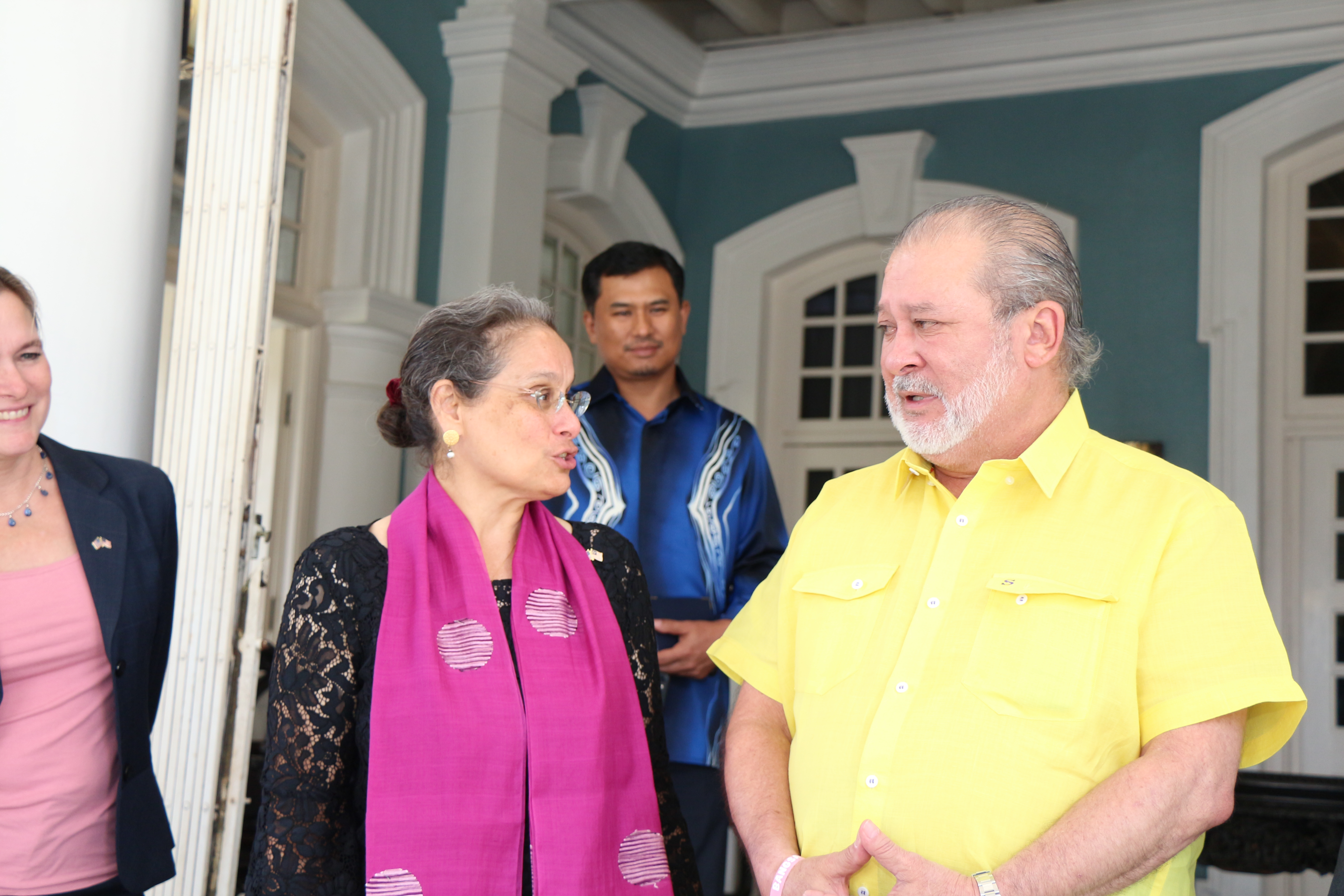
2019年7月27日依布拉欣与美国驻马大使雷荷花会面

依布拉欣于2015年3月23日举行加冕大典。这场加冕大典距离他的祖父苏丹伊斯迈爵士于1960年举行的加冕大典已经阔别55年了。他的父王苏丹依斯干达于1980年代就任苏丹时，以当时经济不景气及节省开销为由拒绝举行加冕典礼。在举行加冕大典后，柔佛州政府把原本在每年11月22日的苏丹华诞公共假日改成在每年3月23日，即加冕日庆祝。
2019年1月10日，依布拉欣接见南下新山的首相马哈迪·莫哈末。之后亲自驾驶蓝色宝腾Saga轿车，载送马哈迪到士乃国际机场以返回吉隆坡。

### 社會角色
依布拉欣贵为统治者，但在绝大多数场合，不管是宫廷仪式，官方场合，媒体专访，民间活动，还是私人活动，皆使用“我”（saya）的第一人称来称呼自己，而不是用君王专用的宫廷用语“朕”（beta）。此举的目的是为了尝试拉近与人民的距离，并建立与人民之间的亲善关系。
柔佛各王室成员皆有在各种电子与社交平台，如脸书，instagram，推特等与人民互动。依布拉欣本身也于2015年在脸书上开设帐号。依布拉欣在其脸书帐号上积极活跃，经常分享他的想法，生活点滴，以及他的新闻动态。依布拉欣在脸书上的更新常常获得民众关注及媒体报导。

#### 政治角色
马来西亚是一个君主立宪制度的国家，国内九位统治者，包括柔佛苏丹的权限受到宪法规范，只能做为虚位统治者，而不能直接参与政治。无论如何，依布拉欣还是经常表达他对国内一些政治事务和社会的看法和关注，并引起各方广泛讨论，例如：
- 在马来西亚的种族关系受到政客挑拨及备受考验之际，依布拉欣在脸书上声称：[9]

|  | 如果有人想要在柔佛鼓吹仇恨和种族主义，请立刻离开柔佛，这是谕令！ |

- 呼吁恢复旧时代的英语教育，让英语充当团结全民的语言，并加强柔佛子民在国际的竞争力。[10]

- 劝诫政府“不要愚弄人民”，并尽速解决国内问题，尤其是令吉兑换率贬值的经济问题。[11]

### 軍事角色
柔佛苏丹是马来西亚九位统治者中，唯一拥有自己的军队的统治者。依布拉欣作为柔佛苏丹，就是这一支于1886年建军，名为“柔佛御林军”（Johor Military Force）的军队的最高统帅。
此外，依布拉欣也被委任为马来西亚武装部队特种部队（Grup Gerak Khas）的名誉上校（Colonel-in-Chief）。

### 商人角色
依布拉欣自2015年以来是马来西亚电讯公司U Mobile的第二大股东，拥有该公司超过20%的股权。

## 元首生涯
2023年10月27日，國家皇宮宣布統治者會議選出苏丹依布拉欣·依斯迈為第十七任最高元首，並於2024年1月31日就職。他也是自丹麥國王弗雷德里克十世后第二位在2024年繼位的君主。
2024年1月31日，苏丹依布拉欣·依斯迈宣誓就任马来西亚第十七任最高元首。
2024年3月21日，国会下议院三读通过《2024年警察（修正）法案》，而其中一项新增条文，即马来西亚最高元首将担任警队的名誉警察总长。苏丹依布拉欣也成为首位穿着“警队1号礼服”的最高元首。
2024年5月16日，国家皇宫宣布最高元首登基大典定于2024年7月20日举行，通讯部长法米法兹受委为登基典礼筹委会主席。
2024年9月19日，苏丹依布拉欣·依斯迈应中国国家主席习近平邀请访华。这也是马来西亚最高元首阔别十年后再度对中国进行国事访问。
2025年8月5日，苏丹依布拉欣·依斯迈应俄罗斯总统普京邀请访俄，这是1967年两国建交以来马来西亚最高元首首次对俄罗斯进行国事访问。

## 家庭

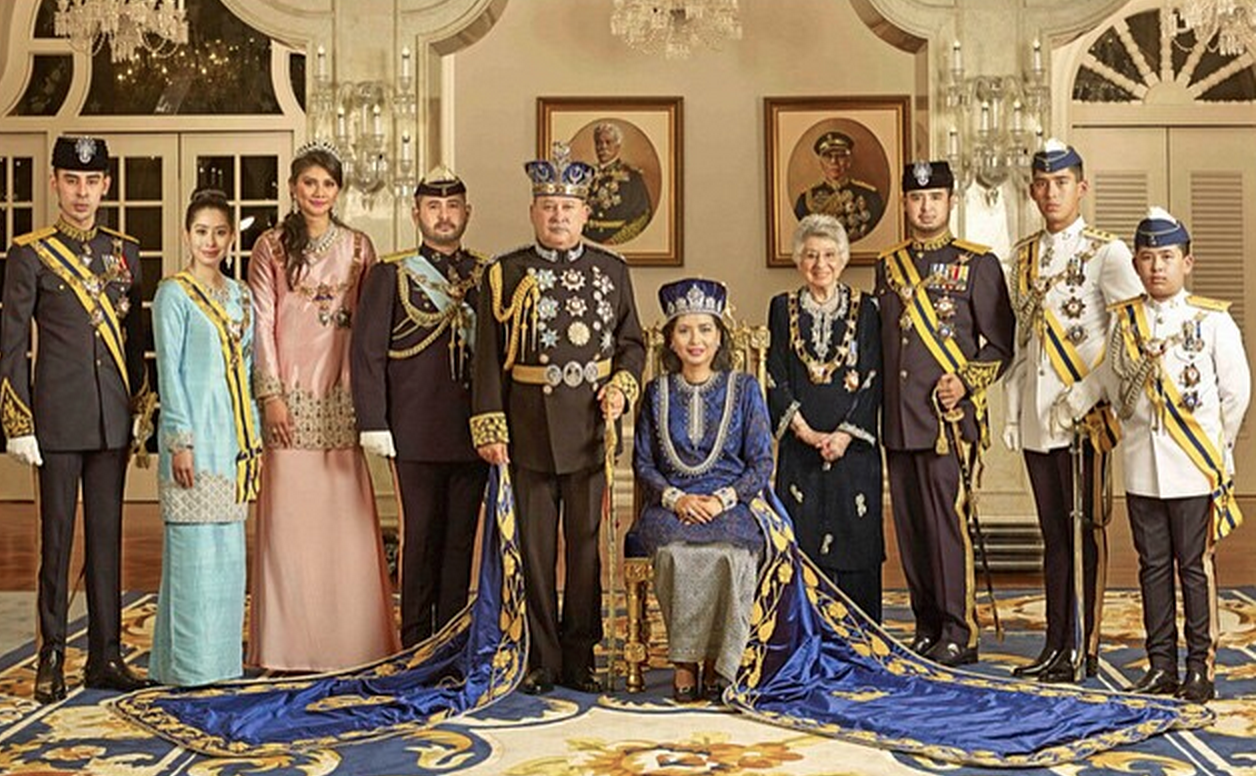
柔佛王室成员（2015年）

依布拉欣和霹雳州公主拉惹再丽苏菲亚在1982年共结连理。两人育有5名王子及一名公主，分别是：
1. 东姑依斯迈（Tunku Ismail Idris），大王子，（1984- ）被册封为王储（Tunku Mahkota Johor），於2014年迎娶卡利達·布斯達瑪姆王妃（Che Puan Khaleeda Bustamam），現育有二子二女；
2. 东姑敦阿米娜（Tunku Tun Aminah Maimunah），公主，（1986- ），於2017年嫁給荷蘭裔駙馬拿督丹尼斯·莫哈末·阿都拉，原名丹尼斯·瓦爾巴阿斯（/），現育有一子一女；
3. 东姑依德利斯（Tunku Idris），二王子，（1987- ）封號；
4. 东姑阿都加里尔（Tunku Abdul Jalil），三王子，（1990-2015，已薨逝）封號；
5. 东姑阿都拉曼（Tunku Abdul Rahman），四王子，（1993- ）封號；
6. 东姑阿布峇卡（Tunku Abu Bakar），五王子，（2001- ）封號。

## 政事治理

### 颁布麻坡为皇城
依布拉欣对柔佛境内的麻坡市情有独钟，于是在2012年颁布麻坡市“皇城”称号（Bandar Diraja），并经常探访此皇城甚至举行华诞庆典。这并不是麻坡市第一次获得皇家称号，早在1884年其祖先苏丹阿布·巴卡开辟麻坡市后，就颁布麻坡市“香妃城”称号（Bandar Maharani）以纪念其配偶法蒂玛皇后。于是今时今日麻坡市拥有两个皇室称号，称作“香妃皇城”（Bandar Maharani Bandar Diraja）。

### 更改周休日
在2013年的华诞庆典上，依布拉欣亲自宣布更改全柔佛境内的工作日和休息日，也就是把原来在周六周日的休息日更改为周五周六。换句话说，州内的工作日（特别是政府部门和政府学校）改为周日至周四。此举的目的是为了让柔佛境内的穆斯林（男性伊斯兰教徒）在周五中午能有足够的时间进行周五祈祷（Solat Jumaat）。这也让柔佛成为马来西亚国内继吉打州，吉兰丹州和登嘉楼州后，第四个采用周五周六休息制的州属。这项谕令由2014年元旦日起执行至今。2024年10月7日，蘇丹依布拉欣‧依斯迈的長子時任攝政王王儲東姑依斯邁宣布周休日再次更改為周六和周日，並於2025年元旦起生效。東姑依斯邁也表示這個舉動已經获得蘇丹依布拉欣·依斯迈的御准及柔佛州伊斯兰宗教局的建议。

### 政府服务免除消费税
马来西亚于2015年4月实行消费税制度，国内的消费者在购买大部分货物和服务时皆被征收6个百分比的税收并上缴给联邦政府。依布拉欣在不久后宣布柔佛州所提供的州政府与地方政府公共服务不会向人民征收消费税，其税金由州政府自行吸纳。同时，他也呼吁“实施消费税的有关机制应重新检讨”。此举后来也得到各州的仿效，如槟城，登嘉楼和砂拉越等。

### 禁止电子烟
2015年年末，电子烟在马来西亚社会越见流行，并引发了全国上下的关注。正当马来西亚联邦政府内部在为应该继续开放或禁止电子烟没有定夺之际，依布拉欣在2015年11月以人民健康为理由发出谕令，禁止柔佛州售卖电子烟。其后，依布拉欣要求柔佛州行政议会开会并制定禁止电子烟的细节，以及给与一个月期限，让所有电子烟商家在2016年元旦前关闭店面。同时，依布拉欣也呼吁政治人物“应该停止迎合电子烟商家。”
在柔佛州宣布禁止电子烟后，马来西亚也有其它州属跟进，如：吉兰丹、森美兰（局部禁止）与吉隆坡等。

### 更改县／地方名
依布拉欣在2015年发出的谕令中，把两个县和一个地方的名字更改回该地区原始的名字。计有：古来再也（Kulaijaya）县，更改回“古来县”（Kulai）；礼让（Ledang）县，更改回“东甲县”（Tangkak）；柔佛州政府所在地努沙再也（Nusajaya），更改名字成“依斯干达公主城”（Iskandar Puteri），以纪念苏丹的先父，即苏丹依斯干达。

### 升格市政厅
依布拉欣在2017年11月22日诞辰当天宣布新山中区市议会升格为依斯干达公主城市政厅，使该市成为马来西亚第十四个市政厅／市政局。

## 争议

### 暴力罪行争议
依布拉欣是1993年柔佛王室伤人事件的当事人之一，他因为一名高尔夫球童嘲笑他失误而将该球童打致伤残，事件促使马来西亚同年取消皇室豁免法。依布拉欣曾被媒体指出，他在1980年代在一家夜总会枪杀了一名男子，但由于皇室豁免法，没有提出指控。沙希淡卡欣也有指控，声称依布拉欣曾犯下许多罪行，包括1990年在夜总会强奸一名妇女。在1986年的一次事件中欧打一名出租车司机，并踢了一名警察的生殖器。沙希淡卡欣还指控依布拉欣于1991年在一座清真寺殴打一名法官，原因是他念错了父亲的名字，并在同年踢了一名议员。在2014年，一名学生Ali Abd Jalil因在社交媒体上「侮辱」苏丹后，被迫在瑞典寻求政治庇护，同时声称他在22天的监禁期间遭到殴打。

### 违宪参与商业活动
据马来西亚公司委员会截至2024牛11月4日的记录，依布拉欣是U Mobile的第二大股东，拥有22.3%的股权。马来西亚联邦宪法第34（3）条文规定，国家元首不得积极从事任何商业企业。U Mobile在2024年11月在一次限制性招标上出人意料成为建设第二个5G网络的赢家，震惊马来西亚电信市场。依布拉欣持有该公司大量股份引发该公司与安华政府裙带关系的讨论。

## 观点

### 宗教
依布拉欣对非穆斯林可以使用「阿拉」持保留态度，认为应考量到穆斯林的宗教敏感，及各民族之间的和谐生活。

### 州拨款与发展
依布拉欣认为，马来西亚中央政府每年给柔佛的拨款与柔佛上缴中央的税款不成比例，没有获得足够的拨款。依布拉欣举例，柔佛基础建设没有得到提升，是中央政府随心所欲的修改政策，影响了其他州属的发展（指2018－2020年的发展计划）。

### 领土争端
依布拉欣不满意由马哈迪·莫哈末领导的希盟政府于2018年决定撤回与新加坡就白礁岛向国际法院提出的上诉。

### 政治
依布拉欣不满意1993年就王室的不当行为而被马来西亚国会决意取消马来西亚王室的民事及刑事免控权。他认为有关决定是政府为了政治或个人利益企图削减王室特权。马哈迪后来为有关修改联邦宪法以削减王室特权一事道歉。这项观点也影响了马来西亚在2019年试图加入《罗马规约》和《消除一切形式种族歧视国际公约》的计划。依布拉欣就政府未与统治者会议协商就同意签署《罗马规约》违反了联邦宪法，以及就削减王室权力的问题与中央政府陷入争执。最终迫使希盟政府退出加入该计划的企图。
依布拉欣虽然同意马来西亚将投票年龄降至18岁的制定，但不认为适合担任州议员，并坚持柔佛州政府的法定参选年龄应该维持在21岁。

### 公民权利
依布拉欣认为，以公民社动寻求解决方案的做法是极不负责任的。他在一次民主行动党领袖号召人民上街示威，以抗议生活成本的声明中与1969年马来西亚513事件相提并论，并以净选盟过去曾举办过的5次集会为例，认为这些行为不旦无法帮助国家走向复苏，反而对经济带来负面效应。

## 个人兴趣
依布拉欣也喜欢运动特别是马球运动，并曾参与国际性锦标赛包括在新加坡、马尼拉及汶莱举行的比赛。除此之外，依布拉欣也热爱网球、帆船、射击及驾驶运动。
依布拉欣于2012年参与联邦直辖区陆路交通局的WWW1车牌竞标活动，最后以52万马币成功标得该车牌号码，并创下了马来西亚最高标价的车牌的记录。后来依布拉欣把该车牌安装在国产车Proton Satria Neo上。
依布拉欣以高价标得车牌的事迹引起了民间议论，其中霹雳州前任州务大臣尼查公开批评了此举，并认为“这笔钱花在人民身上更好”，结果被公开驳斥。后来尼查更被警方援引煽动法令进行调查。
2016年8月依布拉欣参与联邦直辖区陆路交通局的V1车牌竞标活动，最后依布拉欣以约99万马币成功标得V1车牌号码。。
依布拉欣自小便有观看《摩登原始人》（Flintstones）卡通片，并在丰盛港兴建了一个以剧中摩登原始人房子为模型的滨海别墅王宫，同时殿下也于59岁诞辰当天获得依斯干达公主城市政厅送上摩登原始人之蛋糕。
依布拉欣其中一个嗜好是收集木材手杖，家中收存200多把各式各样手杖，全是马来西亚本地制造，所有木杖都刻有依布拉欣名字简称:S·I。

## 個人財產
- 依布拉欣在柔佛州擁有4萬英畝的油棕園[54]。
- 依布拉欣在新加坡拥有一塊面积达210,875平方米（230万平方英尺）的土地[55]。
- 依布拉欣在澳大利亚珀斯拥有一间面积达2000平方米的豪宅[56]。